# Balle paume
Ne doit pas être confondu avec jeu de paume ou balle pelote.
Une balle paume (en anglais : palmball ou palm ball) est un type de lancer au baseball.

## Description

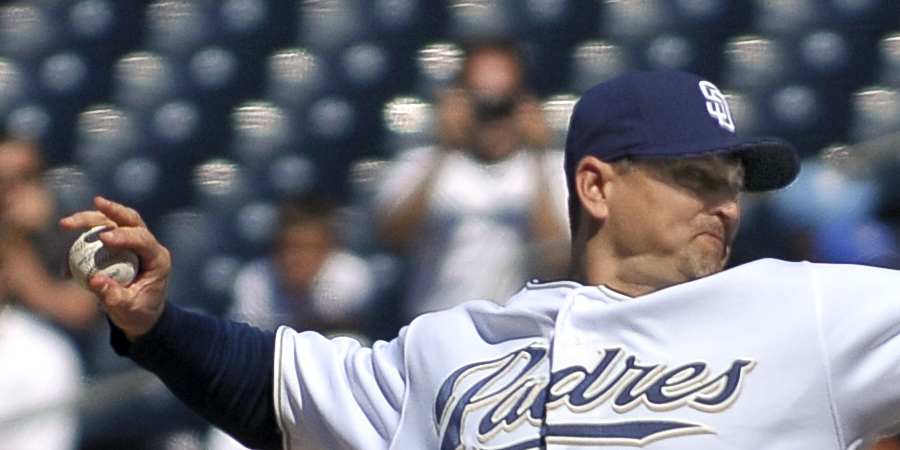
La balle de baseball est calée dans la paume de Trevor Hoffman, un ancien lanceur de balle paume.

Peu utilisé par les lanceurs contemporains, la balle paume est une variante du changement de vitesse, qui doit son nom à la prise de la balle, qui est simplement calée dans la paume de la main, ou parfois tenue entre le pouce et l'annulaire ou l'auriculaire. Lancée comme une balle rapide, elle perd en vélocité, incitant le frappeur à s'élancer trop tôt et à rater la balle.

## Lanceurs notables
Un des lanceurs notables de balle paume dans l'histoire récente est Trevor Hoffman, présentement deuxième de l'histoire des Ligues majeures de baseball pour les sauvetages.
Satchel Paige, Bullet Rogan, Jim Konstanty, Bob Stanley, Bryn Smith sont tous d'anciens lanceurs de balles paumes. John Holdzkom est le seul du baseball majeur à utiliser ce tir en 2014.